# Thea Oljelund
Thea Oljelund, folkbokförd Tea Brita Oljelund, född 6 augusti 1921 i Stockholm, död 16 juli 2012 i Ludvika, var en svensk författare och journalist.
Oljelund var dotter till författarna Ivan Oljelund och Linda Öberg.
Hon inledde sin karriär som frilansare på Västernorrlands Allehanda och arbetade under en stor del av sitt liv som reporter på veckotidningen Året Runt, men är numera mest känd som författare av ett stort antal ungdomsböcker, bland annat hästböckerna om Pirkko och Spöket-böckerna. Hon har även skrivit under pseudonymen Rebecka Roos. 
Oljelund var bosatt i Ludvika. Hon var gift och skild ett par gånger, och mor till tre barn. En dotter är författaren Monica Kronlund (född 1944) från ett äktenskap med fäktmästare Martin Kronlund (1916–2008). En son är poeten Peter Oljelund (född 1960).